# Nino Navarra
Antonino Navarra, detto Nino (Alcamo, 2 marzo 1885 – Carso, 5 giugno 1917), è stato un poeta, scrittore e oratore italiano.

## Biografia
Nacque ad Alcamo da Leonardo Navarra e da Cecilia Triolo dei baroni di Sant'Anna, e morì durante la prima guerra mondiale sul Carso nel 1917, all'età di 32 anni. Fu sottotenente di fanteria caduto per la patria e medaglia d'argento al valore militare.
Pubblicò nel 1905, a soli vent'anni, una raccolta di sonetti dal titolo "L'annunziazione", che riporta facilmente al nome del suo modello, Gabriele D'Annunzio. Avendo ricevuto diversi consensi per le sue composizioni, Navarra lascia la città nativa per frequentare gli ambienti letterari romani, dove incontra D'Annunzio, nel periodo in cui il vate aveva successo anche con opere drammatiche.
Collaborò con la rivista culturale italiana "Scena illustrata" e con il periodico francese "Eclair". 
A Parigi Navarra acquisì stima per le sue capacità oratorie che lo portarono a tenere una serie di conferenze su temi letterari in Germania e in Brasile, dove ebbe modo di far conoscere le sue liriche che risultavano molto espressive e piene di musicalità «ora agile e svelta, ora lenta e grave».

## Poetica
Navarra spiegava nella prefazione della Annunciazione: Ho cercato di legare tutte le immagini del mio empito lirico a un'Immagine dominante, più alta e più spirituale, libera da ogni freno e da ogni costrizione, non cercata con uno sforzo artificioso, ma offertasi da sé come una cosa bella e purissima, sempre sorridente in fondo al mio pensiero.
Nella sua poesia canta la pienezza della vita (noi beviamo un aroma in ogni fiore/e spezziamo ogni giorno una catena) ed esalta l'azione eroica (verrà doman l'eroe, avrà d' argento le armi).
Navarra ricorda con nostalgia la pace domestica e gli affetti familiari della sua gioventù, si affligge per la solitudine e per il presentimento di una fine prematura.
In un piccolo saggio dedicato a Navarra "poeta soldato" dall'Accademia Lo Frutto (in occasione dell'intitolazione nel 1950 dell'omonima scuola media di Alcamo), il critico letterario professore Giuseppe Cottone affermava: Il dannunzianesimo di Navarra è tutto nella sconfinata adorazione della Bellezza che fu in cima a tutti i suoi ideali. Dannunziano, quindi, non tanto per amore di contemporaneità né perché amico del D'Annunzio stesso, ma per una naturale e profonda affinità di temperamento.
A D'Annunzio, per così dire, succede Gozzano, a cui Nino Navarra si avvicina per il sentimento arcadico e per il culto dell'antica Grecia come patria dello spirito. In ogni sua poesia sono presenti gli ideali e i sogni di un poeta di vent'anni.
Navarra chiude la sua prima raccolta di versi con una speranza: Anima, sia la tua Fede più forte del Tempo (...) Anima, io ti lancio verso la Vita (...) Ora convien che io prepari a me stesso il mio futuro.

## Opere
- Segesta; Alcamo, 1901[5]
- Tra fiore e sogno, Alcamo, 1901[5]
- Annunziazione, raccolta di sonetti pubblicata ad Alcamo nel 1905.